# Kelvin Harrison Jr.
Kelvin Harrison Jr. (* 23. července 1994, New Orleans, Louisiana, Spojené státy americké) je americký herec. Svojí kariéru zahájil v roce 2013 v malých rolích ve filmech Enderova hra a 12 let v řetězech. Zlom v kariéře nastal v roce 2017 s rolí Travise v hororovém filmu Přicházejí v noci. Následovaly role ve filmech Monster and Men, Mladí zabijáci a Jeremiah Terminator LeRoy. V roce 2019 získal nominaci na Filmovou cenu Britské akademie v kategorii objev roku za výkon ve filmech Luce a Waves.

## Životopis
Harrison se narodil v New Orleans v Louisianě muzikantům Shirlitě a Kelvinovi Harrisonovi Sr. Vyrůstal v Garden District, ale později se přestěhovali do The Westbank. Než se přestěhoval do Los Angeles, aby se mohl soustředit na herectví, studovala marketing a inženýrství. Harrison je také muzikant, hraje na trumpetu a zpívá.

## Filmografie

### Film
| Rok                | Název                       | Role           | Poznámky            |
| ------------------ | --------------------------- | -------------- | ------------------- |
| 2013               | 12 let v řetězech           | oběť č. 2      |                     |
| 2013               | Enderova hra                | Salamandar     |                     |
| 2014               | Deluge                      | Kareem         | krátkometrážní film |
| 2014               | The Flight of the Bumblebee | James          | krátkometrážní film |
| 2015               | A Sort of Homecoming        | Eliot          |                     |
| 2015               | Dancer and the Dame         | Kenny Basset   |                     |
| 2016               | Zrození národa              | Simon          |                     |
| 2017               | Mudbound                    | Weeks          |                     |
| 2017               | Přicházejí v noci           | Travis         |                     |
| 2018               | Monsters and Men            | Zyrick         |                     |
| 2018               | Mladí zabijáci              | Mason          |                     |
| 2018               | All Rise                    | Steve Harmon   |                     |
| 2018               | Jinn                        | Tahir          |                     |
| 2018               | Jeremiah Terminator LeRoy   | Sean           |                     |
| 2019               | Luce                        | Luce Edgar     |                     |
| 2019               | The Wolf Hour               | Freddie        |                     |
| 2019               | Gully                       | Jesse          |                     |
| 2019               | Bolden!                     | Frankie Duson  |                     |
| 2019               | Waves                       | Tyler Williams |                     |
| 2020               | The Photograph              | Andy Morrison  |                     |
| Kalifornský sen    | David Cliff                 |                |                     |
| Chicagský tribunál | Fred Hampton                |                |                     |

### Televize
| Rok       | Název                                   | Role            | Poznámky                            |
| --------- | --------------------------------------- | --------------- | ----------------------------------- |
| 2015      | Into the Badlands                       | Jolyon          | díl: „Chapter V: Snake Creeps Down“ |
| 2016      | Underground                             | Teenage Runaway | díl: „The White Whale“              |
| 2016      | Chicago P.D.                            | Michael Ellis   | díl: „Justice“                      |
| 2016      | Kořeny                                  | Winslow         | díl: „Part 4“                       |
| 2016      | Barva moci                              | Joey Campbell   | 3 díly                              |
| 2016–2017 | StartUp                                 | Touie Dacey     | 12 dílů                             |
| 2017      | Námořní vyšetřovací služba: New Orleans | Max Cabral      | díl: „Poslední šance“               |
| 2019      | The Godfather of Harlem                 | Teddy Greene    | hlavní role, 10 dílů                |
| 2020      | Euforie                                 | —               |                                     |

### Hudební videa
| Rok  | Název           | Umělec        |
| ---- | --------------- | ------------- |
| 2016 | "One Bad Night" | Hayley Kiyoko |